# Hilda Van Siller
Pour les articles homonymes, voir Siller.
Hilda Van Siller, née en 1911 et décédée à New York en 1982, est un auteur américain de roman policier. Ses premiers romans sont parus sous le pseudonyme masculin Van Siller.

## Biographie
Dans sa jeunesse, elle accompagne son père, un ingénieur civil, dans son travail à l’étranger, notamment au Venezuela. Elle passe également plusieurs de ses vancances d’été dans un ranch du Montana. Le reste de l'année, elle fait ses études dans un établissement spécialisé en arts.
En 1941, avec sa sœur, elle hérite d’une ferme en Virginie. Pendant deux ans, elles s’occupent de cette exploitation, et Hilda en profite pour écrire un premier roman, Echo of a Bomb (1943). La violence de ce whodunit, qui se déroule à New York et en Virginie, pousse son éditeur Doubleday a coiffé l’ouvrage du pseudonyme masculin de Van Siller. L’identité féminine de l’auteur, tenue secrète pendant dix ans, sera finalement dévoilée par Rex Stout qui publiera une nouvelle de Hilda Van Siller dans le Rex Stout Mystery Quarterly.
La plupart des romans de Hilda Van Siller mêlent à la forme du whodunit des histoires sentimentales ou d’espionnage, parfois même les deux, comme  c’est le cas dans La Fille de Miami (1973). À trois reprises, l’auteur a créé des héros récurrents, notamment Richard Massey, mêlé à son corps défendant à des complots d’espionnage dans deux aventures, et Allan Stewart, un auteur de romans policiers qui devient détective amateur le temps de trois enquêtes, dont Allô, Hôtel Biltmore ? (1967).

## Œuvre

### Romans

#### SérieRichard Massey
- Echo of a Bomb (1943)
- The Curtain Between ou Fatal Bride (1947) Publié en français sous le titre Le Rideau sanglant, Paris, Éditions des Loisirs, coll. Le Yard no 68, 1955

#### SériePeter Rector
- Good Night, Ladies (1943)
- Under a Cloud (1944)

#### SérieAllan Stewart
- A Complete Stranger (1965) Publié en français sous le titre Quittez la ville !, Paris, Librairie des Champs-Élysées, Le Masque no 1004, 1968
- The Mood for Murder (1966)
- The Biltmore Call (1967) Publié en français sous le titre Allô, Hôtel Biltmore ?, Paris, Librairie des Champs-Élysées, Le Masque no 1088, 1969 ; réédition, Paris, Librairie des Champs-Élysées, Le Club des Masques no 329, 1978

#### Autres romans
- Somber Memory (1945)
- One Alone (1946)
- Paul's Apartment (1948) Publié en français dans une traduction tronquée sous le titre Mandarine, Paris, Éditions Mondiales, coll. Nous deux no 416, 1981
- Man of Extinction (1949)
- The Last Resort ou Fatal Lover (1951)
- Bermuda Murder (1956)
- Murder is My Business (1958)
- The Widower (1959) Publié en français sous le titre Sur un air de calomnie, Paris, Librairie des Champs-Élysées, Le Masque no 1558, 1979
- The Road (1960)
- The Lonely Breeze ou The Murders at Hibiscus Key (1965)
- The Red Geranium (1966)
- Sudden Storm (1968)
- The Watchers (1969)
- It Had to be You (1970) Publié en français sous le titre Un poison blond, Paris, Librairie des Champs-Élysées, Le Masque no 1157, 1971 ; réédition, Paris, Librairie des Champs-Élysées, Le Club des Masques no 352, 1978
- The Old Friend ou Deception of Death (1973) Publié en français sous le titre La Fille de Miami, Paris, Librairie des Champs-Élysées, Le Masque no 1442, 1976 ; réédition, Paris, Librairie des Champs-Élysées, Le Club des Masques no 445, 1981 Publié en français dans une autre traduction sous le titre Un si vieil ami, Paris, Éditions Mondiales, coll. Nous deux no 379, 1978
- The Hell with Elaine (1974)
- Nobody Knows Mallory (1978)

### Nouvelles
- On Being a Twin (1944)
- Not Necessarily Permanent (1950)
- A Way with Man (1951)

## Sources
- Jacques Baudou et Jean-Jacques Schleret, Les Métamorphoses de la chouette : Détective-club, Paris, Futuropolis, 1986 (ISBN 978-2-737-65488-6), p. 440.